# Орден Імперської служби
Орден Імперської служби (Imperial Service Order) був започаткований королем Едуардом VII у серпні 1902 року. Ним нагороджували адміністративний та релігійний персонал цивільної служби у Британській імперії за тривалу і шляхетну службу. Зазвичай необхідно було прослужити 25 років, щоб стати кандидатом, але термін міг бути скорочений до 16 років для тих, хто служив в антисанітарних місцевостях. До нагороди могли бути подані і чоловіки, й жінки. Нагороджені мали право зазначати після імені літери 'ISO'.
Знаком ордену була восьмикінцева срібна зірка, верхній промінь якої прикриває корона; золотий центральний медальйон містив вензель чинного монарха, оточений легендою «За вірну службу» ('For Faithful Service'). Це було замінено червоною стрічкою із синьою центральною смугою.
Знак ордену для жінок мав такий самий медальйон, оточений срібним лавровим вінцем з короною зверху. Це замінили луком з центральною синьою смугою.
Під час реформи Британської системи нагород у 1993 році британський уряд вирішив більше не нагороджувати Орденом Імперської служби. Проте, різні уряди країн Співдружності продовжують представляти кандидатів на нагородження орденом.